# Poioumenon
Poioumenon (plural: poioumena, del griego antiguo ποιούμενον, "producto") es un término acuñado por el crítico literario Alastair Fowler para referirse a un tipo específico de metaficción, no necesariamente postmoderna, en que la historia se limita a ser la historia del proceso de creación de la historia misma. 
Según Fowler, "el poioumenon ofrece oportunidades para explorar los límites de la ficción y la realidad, los límites de la verdad narrativa". En muchos casos, el libro va a ser sobre el proceso de creación del libro o incluye un centro de metáfora de tal proceso. Los ejemplos más comunes de esto son el Tristram Shandy, de Laurence Sterne, cuyo argumento consiste en el intento frustrado del autor por contar su propia historia, y el Sartor Resartus, de Thomas Carlyle. Un ejemplo postmoderno significativo es Pálido fuego, de Vladimir Nabokov, en el que el narrador, Kinbote, afirma que está escribiendo un análisis del largo poema de John Shade "Pálido fuego", pero el relato de la relación entre Shade y Kinbote se presenta en las notas al poema. Otros ejemplos postmodernos se incluyen en la trilogía narrativa de Samuel Beckett formada por Molloy, Malone muere y El innombrable, o en El cuaderno dorado, de Doris Lessing, entre otras.
- Datos: Q16620666